# Wilhelm Wegener
Wilhelm Wegener (29 de abril de 1895 - 24 de septiembre de 1944) fue un General de Infantería alemán que sirvió durante la II Guerra Mundial. También fue condecorado con  la Cruz de Caballero de la Cruz de Hierro con Hojas de Roble y Espadas. Murió en acción por un ataque aéreo del Ejército Rojo el 24 de septiembre de 1944. Su fallecimiento fue anunciado por la radio de Berlín el 26 de septiembre de 1944, afirmando que "había encontrado la muerte de un héroe" en el frente oriental.

## Condecoraciones
- Broche de la Cruz de Hierro (1939) 2ª Clase (26 de septiembre de 1939) & 1ª Clase (29 de mayo de 1940)[2]
- Cruz de Caballero de la Cruz de Hierro con Hojas de Roble y Espadas
  - Cruz de Caballero el 27 de octubre de 1941 como Oberst y comandante del Infanterie-Regiment 94[3]
  - 66.as Hojas de Roble el 19 de enero de 1942 como Oberst y comandante del Infanterie-Regiment 94[3]
  - 97.as Espadas el 17 de septiembre de 1944 como General der Infanterie y comandante general del L. Armeekorps[3]